# Підляскі (Підляське воєводство)
Підляскі (пол. Podlaski) — село в Польщі, у гміні Сейни Сейненського повіту Підляського воєводства.
Населення — 25 осіб (2011).
У 1975-1998 роках село належало до Сувальського воєводства.

## Демографія
Демографічна структура станом на 31 березня 2011 року:
|          | Загалом | Допрацездатний вік | Працездатний вік | Постпрацездатний вік |
| -------- | ------- | ------------------ | ---------------- | -------------------- |
| Чоловіки | 14      | 0                  | 10               | 4                    |
| Жінки    | 11      | 2                  | 4                | 5                    |
| Разом    | 25      | 2                  | 14               | 9                    |